# Osiny (Jamno)
Osiny – część wsi Jamno w Polsce położona w województwie śląskim, w powiecie częstochowskim, w gminie Mykanów.
W latach 1975–1998 Osiny administracyjnie należały do województwa częstochowskiego.